# 1641 v. Chr.
Portal Geschichte | Portal Biografien | Aktuelle Ereignisse | Jahreskalender | Tagesartikel

◄ |
18. Jahrhundert v. Chr. |
17. Jahrhundert v. Chr. |
16. Jahrhundert v. Chr. |
►

1630er v. Chr. |
1620er v. Chr. |
►

1641 v. Chr. |
1640 v. Chr. |
1639 v. Chr. |
1638 v. Chr. |
► |
►►

## Ereignisse

### Technik und Wissenschaft
- Am 16. Dezember (2. Kislimu) kein sichtbarer Venustransit.

### Babylonien
- Im babylonischen Kalender fällt das babylonische Neujahr des 1. Nisannu auf den 21.–22. März[1], der Vollmond im Nisannu auf den 4.–5. April[1], der 1. Tašritu auf den 15.–16. Oktober[1] und der 1. Kislimu auf den 14.–15. Dezember[1].
- Der ausgerufene Schaltmonat Ululu II beginnt am Abend des 15. September.[1]
- Mögliches 6. Regierungsjahr des Ammi-saduqa: „Venus geht am 28. Araḫsamna unter und erscheint 3 Tage später wieder am 1. Kislimu“.
  - Venusuntergang am 12. Dezember gegen 17:25 Uhr (28. Araḫsamna: 11.–12. Dezember); Sonnenuntergang gegen 17:02 Uhr.[1]
  - Venusaufgang am 15. Dezember (1. Kislimu: 14.–15. Dezember) gegen 6:42 Uhr; Sonnenaufgang gegen 7:05 Uhr.[1]